# هاستاتي
كانت الهاستاتي (باللاتينية: Hastati) طبقةً من جنود المشاة في جيوش الجمهورية الرومانية الأولى، كانوا بالأصل يقاتلون بالرماح ثم استبدلت لاحقاً بالسيوف. أصبح هؤلاء الجنود وحدة جوهرية في قوات روما منذ تغلٌُّبها على الحضارة الإتروسكانية القديمة، وكانوا في العادة من أفقر الجنود بالفيلق، إذ لم يستطيعوا أن يشتروا إلا العتاد الأساسي، مثل دروع السلاسل الخفيفة. لم تتكفَّل الدولة بإعطاء هؤلاء الجنود سوى سيوف طعنٍ قصيرة تدعى غلاديوس وتروس مربَّعة الشكل. وفي الغالب، لم يكن يحمل مقاتلو الهاستاتي عدا عن ذلك سوى رماحهم معدنيَّة الرأس التي تدعى بيلوم، وقد ضاعفت هذه الرماح من فاعليَّتهم لفائدتها كمقدّمة قويَّة لصفوف الجيش، ولإمكانية رميها اتجاه الأعداء عند بدء القتال. مع الوقت، تغير أسلوب التقسيم الطبقي للجيش من الاعتماد على ثراء الرجال إلى الاعتماد على خبرتهم القتالية، فأصبح من يسمُّون الهاستاتي هم أصغر الجنود سناً وأقلَّهم خبرة. كان الموقع المعتاد للهاستاتي دائماً هو الصفوف الأمامية للجيش الروماني، وكانوا يقاتلون في تشكيل كوينكونكس، وبالتالي إذا ما اخترق العدو صفوف الهاستاتي، فإنه سيضطَّر لمواجهة مقاتلي البرينسايبس ثم الترياري الأكثر خبرةً وكفاءة. تم إلغاء تشكيل الهاستاتي إلى جانب جميع التقسيمات الطبقية الأخرى للجيش بعد إصلاحات غايوس ماريوس سنة 107 ق م.

## التاريخ
يبدو أن الهاستاتي كانوا بقايا الطبقة الثالثة - الفقيرة - القديمة في جيوش المملكة الرومانية، وظلَّت قائمةً على هذا الأساس حتى إصلاحات ماركوس فوريوس كاميلوس. كان يتولى هؤلاء الجنود في عهد المملكة الوقوف في الصفوف الأمامية لتشكيلات سلامية شديدة الضخامة، ومن وقتٍ لآخر كانوا يوكلون برمي الأعداء بالحراب كتغطية لتقدم باقي الجيش. من المحتمل أنه وكنتيجةٍ للهزائم الساحقة التي تكبَّدتها روما على أيدي السامنيت والغاليين (الذين كانوا يعتمدون على تشكيلات عسكرية صغيرة مرنة الحركة)، تعلم الرومان أهميَّة المرونة وتقليل حجم وحداتهم القتالية، بما فيها الهاستاتي.

### النظام الكاميلي
بحلول القرن الرابع قبل الميلاد، كانت لا تزال الجمهورية الرومانية تعتمد على تنظيم التشكيلات العسكرية التقليدي الذي ورثته من عهد المملكة. ومع أنه كانت هناك شكوك حول مدى فعالية قوات الهاستاتي حينها، إلا أنَّها نجحت بمواجهة خصوم روما المحليِّين في إيطاليا بسهولة. عندما غزا الغاليون إقليم إتروريا (وسط إيطاليا) في سنة 390 ق م، طلب سكانه المدد من روما، فاستجابت روما بإرسال قوات مساندة صغيرة، لكن الردَّ من الغاليين جاءَ بإطلاق هجوم عنيفٍ عليها. وقعت إثرَ ذلك معركة آليا، التي تدمَّر فيها الجيش الروماني بأكمله. أدت هذه الهزيمة السَّاحقة إلى إصلاحاتٍ وتغييرات كثيرة في الدولة الرومانية، قادها ماركوس فوريوس كاميلوس. وفقاً للنظام الجديد الذي وضعه كاميلوس، تم تقسيم رجال الجيش الروماني إلى طبقاتٍ مختلفة حسب ثرائهم، وكان الهاستاتي هم ثالث أكثر فئات الجنود فقراً، ليأتوا بعد الروراري الأفقر قليلاً والبرينسايبس الأثرى قليلاً. سُلِّح الهاستاتي برماح الهاستا القصيرة التي يبلغ طولها حوالي 1.8م، وهي التي منحت التشكيل اسمَه. كانوا يقاتلون في تشكيل كوينكونكس، وعادةً ما حملوا تروس السكوتوم الكبيرة مستطيلة الشكل، وخوذاتٍ برونزية قد تُزيَّن بعددٍ من الريش فوقها. أما درعهم فقد كان خفيفاً، عادةً بصفائح صدرية صغيرةٍ للحماية الإضافية.
في هذا النوع من الفيالق، كان يتضمَّن كل فيلق 900 رجل من الهاستاتي، موزَّعين على 15 وحدة تضمُّ كل منها 60 جندياً، وكان يرتبط بكل وحدة منها نحو 20 محارب ليفيز، وهم فئة من المشاة الخفيفين حملة الحِراب. كان يقف الهاستاتي في أول صفوف المعركة، وراءهم البرينسايبس في الصف الثاني ثم الترياري في الثالث. في المعارك الحقيقية، كان رجال يدعون الليفيز يقفون في مقدّمة الفيلق ويناوشون الأعداء بقذف رماحهم ليغطُّوا تقدم الهاستاتي إلى الجيش العدو، فإذا لم يستطع الهاستاتي اختراق صفوف العدو، سيتراجعون ويتركون البرينسايبس - المشاة الأثقل والأكثر خبرةً - يتولُّون الأمر، أما إن فشل هؤلاء بدورهم، فإنهم يتراجعون ويتقدم مكانهم الترياري.

### النظام البيلوبي
عند اندلاع الحرب البونيقية الثانية خلال نهاية القرن الثالث قبل الميلاد، أثبت النظام الكاميلي القديم في تنظيم الجيش أنه غير فعَّال بما يكفي لمحاربة جيوش قرطاجة. حدثت تغيُّرات عشوائية عديدة في تنظيم القوات الرومانية - بما فيها الهاستاتي - بعد ذلك، حتى بدأ نظام جديد بالظهور تدريجياً، فقد أعيد ترتيب جنود المشاة في طبقاتٍ قائمة على أعمارهم وخبرتهم القتالية عوضاً عن ثرائهم، ومن هذه النقطة أصبحت الهاستاتي تعتبر أقل القوات خبرةً في القتال عوضاً عن أن تكون الأفقر مالاً. مع ذلك، ظلَّ عتادهم ودورهم في المعركة شبيهاً جداً بما كان عليه سابقاً، باستثناء أنَّهم أصبحوا يحملون سيوف غلاديوس عوضاً عن الرماح، إلى جانب حِراب بيلوم كبيرة يُلقُون بها على الأعداء، وتميَّزت هذه الحراب بعدم انحنائها عند السقوط على الهدف، ممَّا يجعلها تنغرز جيداً ويصبح إلقاؤها مرة أخرى أمراً عسيراً، وكان وزنها كفيلاً بتدمير أي ترسٍ تصيبه، كما أن صلابتها جعلتها صالحةً للاستعمال في الاشتباك القريب ضد جنود المشاة والفرسان على حدّ سواء. عادةً، كان ينتظر الجنود حتى إطلاق وابل الحراب على صفوف الأعداء (من على مسافة نحو 15 متراً فقط للفعالية القصوى) ثم يندفعون نحو صفوف العدو بسيوفهم، بحيث لا يعطون الخصوم أيَّ فرصةٍ لإمساك الحراب التي سقطت وإلقائها نحوهم.
في هذا العهد، تمَّت زيادة عدد رجال الهاستاتي إلى 1,200 جندي في كل فيلق، موزَّعين على عشر وحداتٍ تضم كل منها 120 جندياً. وقد استبدل رفاقهم من الليفيز رماة الحراب بتشكيلٍ جديد هو الفيليتز، الذين أدوا نفس الوظيفة تقريباً، لكنهم أصبحوا يساندون قوات البرينسايبس والترياري أيضاً لا الهاستاتي فقط. ظلَّت تسير المعارك على النحو نفسه تقريباً، حيث يبدأ الفيليتز المعركة بمناوشة الأعداء ليغطوا تقدُّم الهاستاتي، وإذا فشل هؤلاء باختراق صفوف العدو، فإنهم يتراجعون ليحلَّ مكانهم البرينسايبس (الذين أصبحوا يحملون السيوف عوضاً عن الرماح)، وأخيراً يأتي دور الترياري لتولّي أمر المعركة عند فشل جميع القوات الأخرى.
اتُّبع أسلوب القتال هذا بشكل شبه دائم، ولم يتم استبعاده إلى في حالات قليلة من أشهرها معركة السهول الكبرى ومعركة زامة. ففي الأولى، قرَّر سكيبيو - قائد القوات الرومانية - بدايةً أن يشكل رجاله بالأسلوب المُعتَاد، لكن بعد أن بدأ الهاستاتي بالاشتباك مع الصفوف الأمامية للأعداء، قرَّر إرسال البرينسايبس والترياري إلى جناحي الجيش، فنجح بدحر القرطاجيين وهزيمتهم. أما في زامة، فقد رتَّب سكيبيو جنوده بخطوطٍ عمودية جنباً إلى جنب، وترك بين كل خطين فراغاً واسعاً، وكان غرضه من هذا مقاومة الفيلة القرطاجية، التي اندفعت في هذه الفراغات فأصبحت هدفاً سهلاً لرماة رماح الليفيز، وقتل معظمها دون تكبيد الرومان خسائر كبيرة. وبعد الانتهاء من أمر الفيلة، عاد لتشكيل جنوده في صفوفٍ عرضيَّة، لكنه وضع قوات البرينسايبس والترياري بالوسط، بينما ترك للهاستاتي تولي جناحي الجيش، ليكونوا مستعدِّين للاشتباك مع مشاة القرطاجيين، وانتهت المعركة بانتصار الرومان.
|                  | الوحدة      | التنظيم                                        | عدد الجنود |
| ---------------- | ----------- | ---------------------------------------------- | ---------- |
| صف القتال الأول  | الهاستاتي   | عشر وحدات من 120 رجل                           | 1,200 جندي |
| صف القتال الثاني | البرينسايبس | عشر وحدات من 120 رجل                           | 1,200 جندي |
| صف القتال الثالث | الترياري    | عشر وحدات من 60 رجل                            | 600 جندي   |
|                  | الفيليتز    | منفصلة إلى مجموعاتٍ مختلفة ترتبط بالقوات الأخرى | 1,200 جندي |
|                  | غير المنظَّمة | متفاوت                                         | متفاوت     |

### الإصلاحات الماريانية
أدخل غايوس ماريوس جملة كبيرة من الإصلاحات والتغييرات على الدولة الرومانية في سنة 107 ق م، كان الغرض منها معالجة نقص الطاقة البشرية في روما نتيجة الحرب مع يوغرطة جنوباً والقبائل الجرمانية شمالاً، وشملت هذه الإصلاحات إلغاء كل أشكال التقسيم الطبقي لوحدات الجيش، بما فيها الهاستاتي. فقد ألغيت تماماً متطلَّبات العمر والثراء للانضمام إلى أي تشكيل عسكري، ولم يعد الانضمام إلى الجيش يعد خدمة إلزامية، إنما أصبح مهنة يدخلها من يريد باختياره، وبالتالي أصبحت الدولة تتولَّى تسليح جميع الجنود بمعدات موحَّدة عوضاً عن أن يشتروا معداتهم بأنفسهم. أصبحت تتولى قوات الاحتياط والقوات المحلية غير المنظَّمة الأدوار الثانوية في الجيش، مثل النبالة والمناوشة وسلاح الفرسان. ولم تعد بالتالي هناك حاجة لوجود الهاستاتي أو غيرهم من القوات السابقة.